# Eckhart von Hochheim

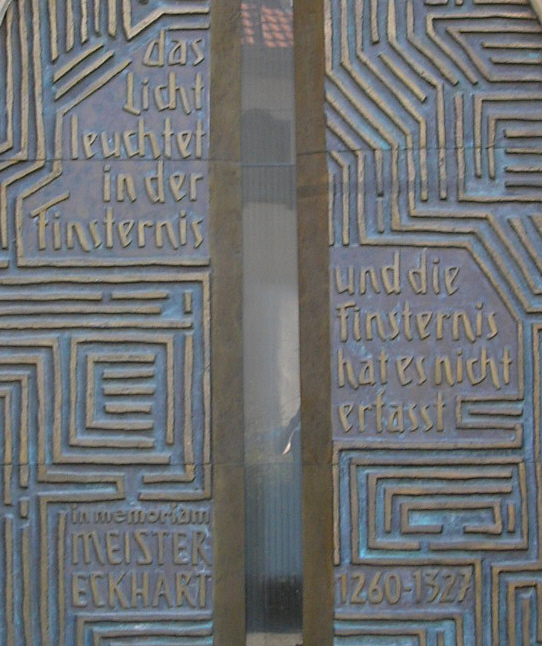
(joh. 1:5) Das Licht leuchtet in der Finsternis, und die Finsternis hat es nicht erfasst ("Ljuset lyser i mörkret, och mörkret har icke fått makt därmed"), Eckart-portal i Erfurts Predigerkirche.

Eckhart von Hochheim, kallad Meister (Mäster) Eckhart, född ca 1260, död 1328, tysk filosof och teolog. Han var dominikanmunk och en av medeltidens mest betydande mystiker.
Under hans levnad kulminerade den högmedeltida mystiken och nyplatonismen. Eckhart tillhörde dominikanorden fast den egentligen mer anslöt sig till de aristoteleska tankarna, medan franciskanerna var mer platonskt inriktade).
Mäster Eckhart var lärare vid ordensskolor i Köln och Paris. Han skilde mellan gudomen – det fullkomligt annorlunda som man inte begreppsligt kan fatta – och Gud, Gudomens dynamiska aspekt. Denna dynamik uttrycks i födelsemystik: Fadern föder Sonen och samtidigt föds den Helige Ande. Enligt Eckhart finns i människans själsgrund en gnista som förbinder den med Gud. I detta innersta föder Gud sin Son på nytt och förenar sig med själen. Genom avskildhet och ro och att man avstår från att använda själens diskursiva och imaginativa, föreställande förmågor ska medvetandet tömmas på innehåll (ett slags meditativt tillstånd), och genom koncentration och gudshängivelse i människans själ aktiveras denna gnista (även kallad intellectus, det oskapade suprarationella intellektet).
Mäster Eckhart tycktes ibland [källa behövs]vilja utplåna skillnaden mellan Gud och Skapelsen och därför (bland annat) blev han anklagad för kätteri av kyrkan. Hans tankar fördes vidare av Henrik Suso och Johannes Tauler.

## Skrifter i svensk översättning
- Undervisande tal jämte andra predikningar (översättning Richard Hejll, Björk & Börjeson, 1922). Ny upp Artos 1984, ISBN 91-7580-027-6
- Predikningar (översättning Bertil Brisman, Natur & Kultur, 1961). Ny uppl Artos, 1984-1987
- Traktater och latinska skrifter (översättning Bertil Brisman, Natur & Kultur, 1966). Ny uppl. Artos, 1979, med titel Kvällssamtal; ny uppl. Artos, 1984, med titeln Undervisande tal jämte andra texter